# スロベニア共和国統計局
スロベニア共和国統計局（スロベニア語:Statistični urad Republike Slovenije, SURS）は、公式統計調査を担当するスロベニア政府の独立研究機関である。スロベニア共和国首相が直接責任を持っている。活動のうちの1つは、10年程度ごとに行われる全国的な国勢調査である。前回の国勢調査は2011年に行われた。